# Hans Jørn Fogh Olsen
| (3033) Holbaek                                       | 5. Marts 1984      |
| (3934) Tove                                          | 23. Februar 1987   |
| (5320) Lisbeth                                       | 14th November 1985 |
| (5321) Jagras                                        | 14th November 1985 |
| alle i samarbejde med Poul Jensen og Karl Augustesen |                    |

Hans Jørn Fogh Olsen (* 14. November 1943 ) er en dansk astronom og asteroideforsker.
Mellem 1984 og 1987 opdagede han sammen med sine kolleger Karl Augustesen og Poul Jensen i alt fire asteroider ved Brorfelde-observatoriet nær Holbæk.
Asteroiden (5323) Fogh blev opkaldt efter ham.